# عماقی (روستا)
 عماقی  (در عربی:  العَماقی )
نام روستایی است در دهستان العَمّاریَه از توابع استان ذَمار در کشور یمن در شبه جزیره عربستان.

## جمعیت
جمعیت آن (۷۰ ) نفر (۷ خانوار) می‌باشد.